# Феназон
Феназонът е химично съединение с формула C11H12N2O. Лекарствен продукт с аналгетичен, антипиретичен и противовъзпалителен ефект.
Приема се перорално и в комбинация с бензокаин като капки за уши. Използва се при невралгия, простудни заболявания, хорея, остър среден отит и други.